# Primícia
|  | Per a altres significats, vegeu «notícia d'última hora». |

La primícia és una renda eclesiàstica que suposava el pagament per part del pagès d'una part de les collites. Popularment era anomenada promeia. Històricament, era el dret als primers fruits. Segons el dret català medieval, en les relacions emfitèutiques de la Catalunya Vella, es refereix a la part de la collita que els pagesos, per pacte o per costum, abonaven als seus senyors a més del delme. De quantitat més petita que aquest darrer, variava d'una contrada a una altra, segons el costum i podia arribar a representar d'una vintena a una seixantena part dels fruits.